# Jean-Bertrand Pontalis
Jean Bertrand Pontalis (París, 15 de enero de 1924-París, 15 de enero de 2013) fue un filósofo, psicoanalista y escritor francés.

## Biografía
Pontalis visitó en París los liceos Pasteur y Henri IV y posteriormente realizó estudios de filosofía en La Sorbonne, graduándose en 1945 con un trabajo sobre Spinoza. En los años de postguerra se unió a la izquierda política agrupada alrededor de Jean-Paul Sartre y Maurice Merleau-Ponty, colaborando en su revista Les Temps Modernes. Trabajó como profesor de filosofía en liceos de Alejandría (1948-49), Niza (1949-51) y Orleans (1951-52). Después, gracias al apoyo de Merleau-Ponty, se hizo colaborador del Centre National de la Recherche Scientifique (CNRS). Simultáneamente comenzaba un análisis didáctico con Jacques Lacan, de cuyos seminarios realizados entre 1956 y 1959 publicó los primeros resúmenes (Séminaires IV-VI) . Alrededor de 1960, comenzó junto a Jean Laplanche con las labores para la obra Vocabulaire de la psychanalyse, un diccionario temático que apareció en 1967. Fue un gran éxito porque resumía de manera concisa y rigurosa los principales conceptos del psicoanálisis. Se tradujo a diversos idiomas, constituyendo hasta la fecha una obra de consulta estándar y reconocida por diversas orientaciones del psicoanálisis. 
En 1964 se separó de Lacan, fundando con algunos otros la Asociación Psicoanalítica de Francia. En ese mismo año se hizo miembro del comité de redacción de Les Temps Modernes y comenzó actividades docentes en la École pratique des hautes études.
En 1970 fundó la revista Nouvelle Revue de Psychanalyse, siendo su editor hasta 1994, cuando ésta se suspendió después de 50 ediciones. Entre los miembros del comité de redacción se contaban Didier Anzieu, André Green, Guy Rosolato y Jean Starobinski, después también entre otros Laurence Kahn.
En 1979 ingresó al comité de lectorado de la editorial Gallimard. Al año siguiente comenzó a publicar obras literarias por su propia cuenta.

## Obras
- Après Freud (Después de Freud), Julliard, collection Les temps modernes, 1965, reeditado en 1993, ISBN 2-07-072843-9
- Entre le rêve et la douleur (Entre el sueño y el dolor), Éditions Gallimard, 1977, ISBN 2-07-070006-2
- L’Enfant des Limbes (El niño de los limbos), Éditions Gallimard, 1998
- Fenêtres (Ventanas), Gallimard, 2000, ISBN 978-2-07-042157-2
- Traversée des ombres (A través de las sombras), Éditions Gallimard, 2003, ISBN 2-07-073478-1
- Loin (Lejos), Éditions Gallimard, 1980
- Un homme disparaît (Un hombre desaparece), Éditions Gallimard, 1996
- L'amour des commencements (El amor de los comienzos), Éditions Gallimard, 1986, ISBN 2-07-070786-5
- Ce temps qui ne passe pas (Este tiempo que no pasa), seguido por « Le Compartiment de chemin de fer »(El compartimento de la via férrea), Gallimard, 1997
- Le dormeur éveillé (El que duerme despierto), Éditions du Mercure de France, 2004, ISBN 978-2-7152-2478-0
- Perdre de vue (Perder de vista), Éditions Gallimard, 1988, ISBN 978-2-07-041019-4
- La force d'attraction (La fuerza de atracción), Éditions Le Seuil, 1990
- Frère du précédent (Hermano del precedente), Éditions Gallimard, 2006, Prix Médicis Essai, ISBN 2-07-077961-0
- Elles, Gallimard, abril de 2007, ISBN 978-2-07-078474-5
- En marge des jours (Al margen de los días),Éditions Gallimard (collection Folio), septiembre de 2003, ISBN 2-07-030203-2
- Le songe de Monomotapa(El sueño de Monomotapa), Éditions Gallimard, 2009, ISBN 978-2-07-012419-0

## Traducciones
En español
- Laplanche, Jean; Pontalis, Jean-Bertrand (1996/2023). Diccionario de psicoanálisis. Título original Vocabulaire de la Psychanalyse (1967). Traducción Fernando Gimeno Cervantes. Paidós. ISBN 978-84-493-4128-1.
- El que duerme despierto (2004), Buenos Aires: Adriana Hidalgo Editora 2007, ISBN 978-987-1156-63-4
- La fuerza de atracción (1990), Madrid/México: siglo XXI; 1.ª edición 1993, ISBN 978-968-23-1869-6
- Ventanas (2000), Buenos Aires: Editorial Topia (septiembre de 2005), ISBN 978-987-1185-05-4
- Este tiempo que no pasa (1997), Buenos Aires: Editorial Topia (septiembre de 2005), ISBN 978-987-1185-06-1
- Al margen de los días (2003), Buenos Aires: Catálogos Editorial 2007, ISBN 978-987-1185-20-7
- El amor de los comienzos (1986), Gedisa 1990, ISBN 978-84-7432-303-0

En alemán
- Nach Freud (1965), Frankfurt a.M. 1968
- (als Herausgeber:) Objekte des Fetischismus, Frankfurt a.M.: Suhrkamp 1972 (Traducción de Objets du fétichisme, publicado en No.2 de Nouvelle Revue de Psychanalyse, otoño de 1970)
- Das Vokabular der Psychoanalyse (1967, junto a Jean Laplanche), Frankfurt a.M.: Suhrkamp 1973
- Ins Beginnen verliebt (1986), Tübingen: Edition diskord 1989
- Urphantasie: Phantasien über den Ursprung, Ursprünge der Phantasie (1985, junto a Jean Laplanche), Frankfurt a.M.: Fischer 1992
- Die Macht der Anziehung: Psychoanalyse des Traums, der Übertragung und der Wörter (1990), Frankfurt: Fischer 1992
- Zwischen Traum und Schmerz (1977), Frankfurt a.M.: Fischer 1998 (abreviado en la versión alemana)
- Zusammenfassende Wiedergabe der Seminare IV-VI von Jacques Lacan, ed. por Hans-Dieter Gondek und Peter Widmer, trad. Johanna Drobnig, Wien: Turia + Kant 1999, 2. Aufl. 2009

## Literatura
- Theresia Erich: Artículo "Pontalis, Jean-Bertrand", en: Gerhard Stumm, Alfred Pritz y otros (eds.): Personenlexikon der Psychotherapie, Viena, New York: Springer 2005, p. 379 e.a.
- Claude Janin: J.-B. Pontalis, Psychanalystes d'aujourd'hui, París: P.U.F. 1997
- François Duparc (ed.): Fenêtres sur l'inconscient: l'œuvre de J.-B. Pontalis, París: Delachaux & Niestlé 2002
- Jean-Michel Delacomptée, François Gantheret (eds.): Le Royaume intermédiaire - autour des écrits psychanalytiques et littéraires de Jean-Bertrand Pontalis (Colloque de Cerisy-la-Salle, 10-17 septembre 2006), París: Gallimard 2007